# 카나와트
카나와트(Qanawat, 아랍어: قَنَوَات 카나와트[*])는 시리아에 있는 마을로, 알수와이다 북동쪽으로 7 km 떨어져 있다. 강 근처의 숲으로 둘러싸인 해발 약 1,200 m 고지에 위치한다. 시리아 중앙통계청 (CBS)에 따르면, 카나와트의 인구는 2004년 인구조사에서 8,324명이었다. 주민들은 주로 드루즈 공동체에 속한다.

## 역사

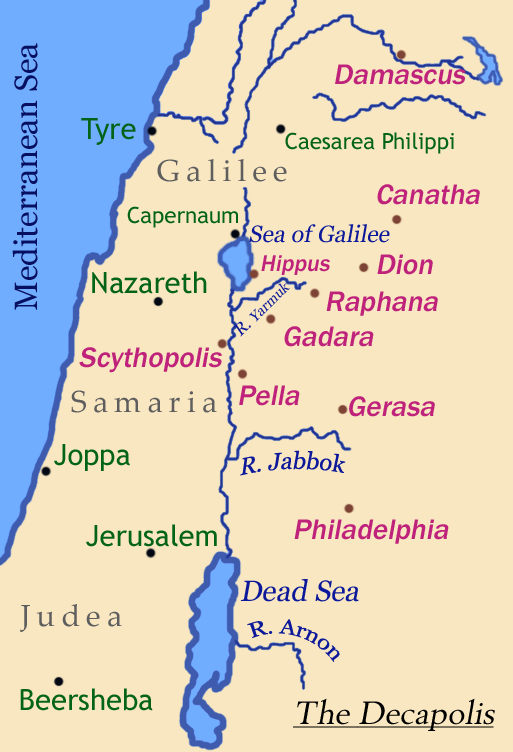
데카폴리스 지도, 카나타(카나와트) 위치 표시

카나와트는 바샨과 하우란 지역의 초기 도시 중 하나이다. 히브리어 성경에 케나트(히브리어: קְנָת, 민수기 32:42, 역대기상 2:23)로 언급된 것으로 보인다. 더 이른 증거로는 기원전 20~19세기의 저주 문서 (두 번째 그룹)와 기원전 14세기 아마르나 문서 (EA 204에 카누로 언급)와 같은 고대 이집트 문서가 있을 수 있다.

### 헬레니즘 및 로마 시대 역사

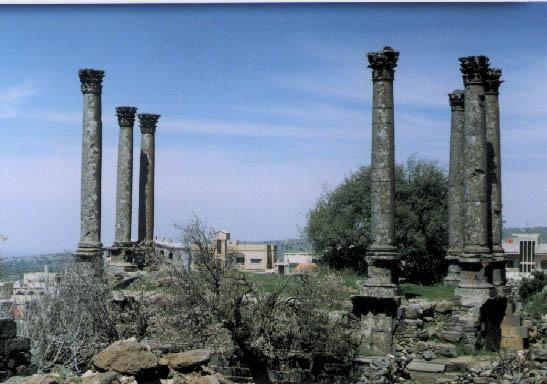
라보스 신전

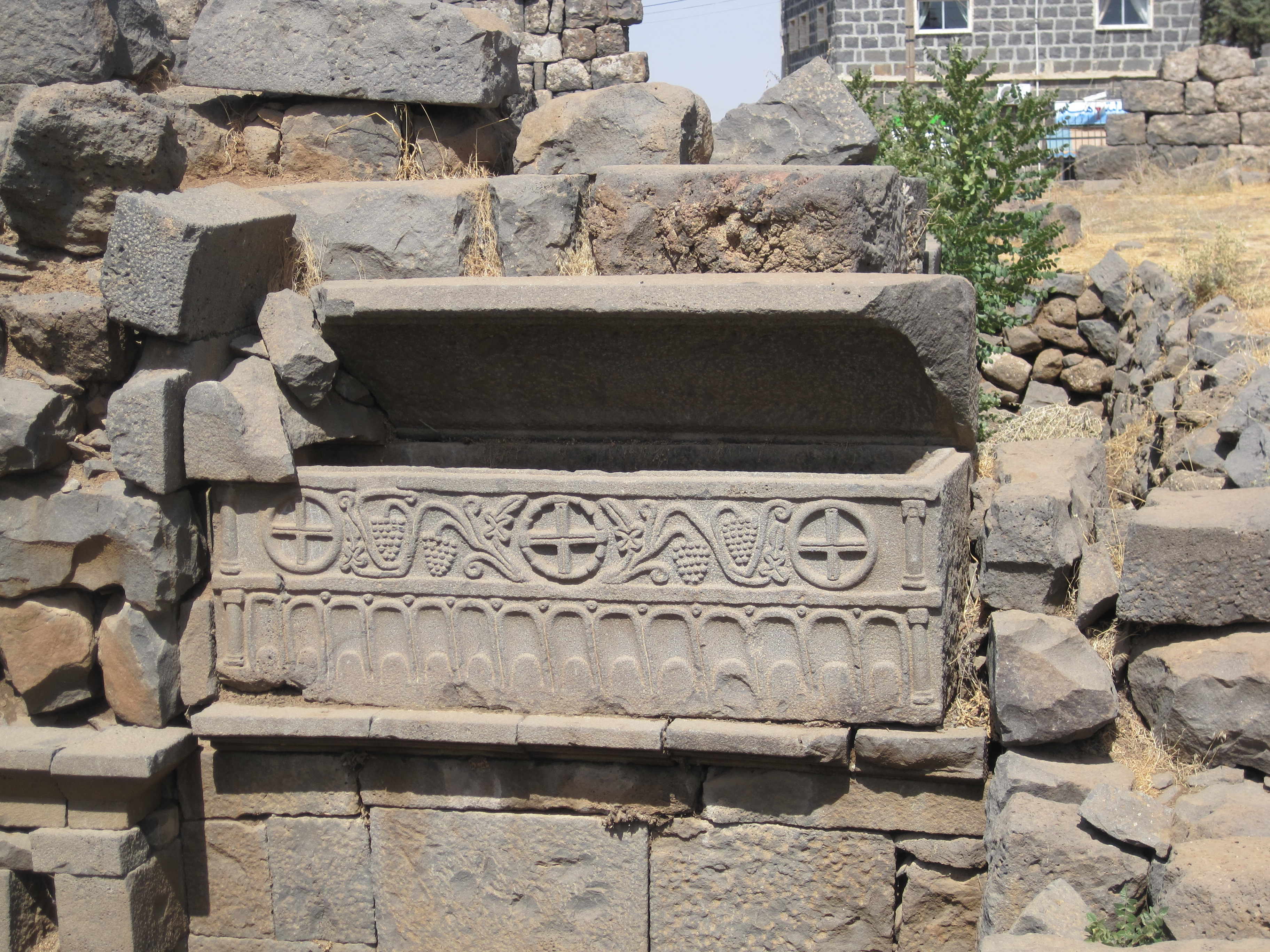
4세기/5세기 교회에 있는 석관

고대 헬레니즘-로마 도시 카나타 (또한 카나타, 고대 그리스어로 Κάναθα)는 헤로데 1세 (기원전 1세기) 통치 시기에 처음 언급되었는데, 당시 나바테아 아랍군이 유대군을 물리쳤다. 이는 두 세력 간의 논쟁거리로 남아있었다. 그나이우스 폼페이우스 마그누스 시대부터 트라야누스 시대까지, 이 도시는 로마인들이 일정 수준의 자율성을 누리도록 허용한 도시들의 느슨한 연합체인 데카폴리스의 일부였다. 서기 1세기에는 로마 속주 시리아에 편입되었고, 2세기에는 셉티미우스 세베루스에 의해 셉티미아 카나타로 재명명되었으며, 로마 식민지가 되어 아라비아 속주로 편입되었다.
카나타 근처의 시아(S'ia)에서 헤로데는 아마도 기원전 9년까지 바알샤민 신전을 후원했다.

### 교구
카나타의 주교 중 이름이 알려진 이는 테오도시우스 한 명뿐이다. 그는 449년 에페소의 강도 공의회와 451년 칼케돈 공의회, 그리고 459년 콘스탄티노폴리스의 겐나디우스 1세 총대주교가 독성죄에 반대하여 소집한 시노드에 참여했다.
현재 주교좌가 없는 카나타는 오늘날 로마 가톨릭교회에 의해 명목상 교구로 등재되어 있다.

### 초기 이슬람 시대
이 지역 기독교의 중심지였던 카나타는 637년 이슬람 아랍인들에게 점령당했으며, 9세기에는 빈곤한 마을로 전락할 때까지 중요성이 감소했다.

### 오스만 시대

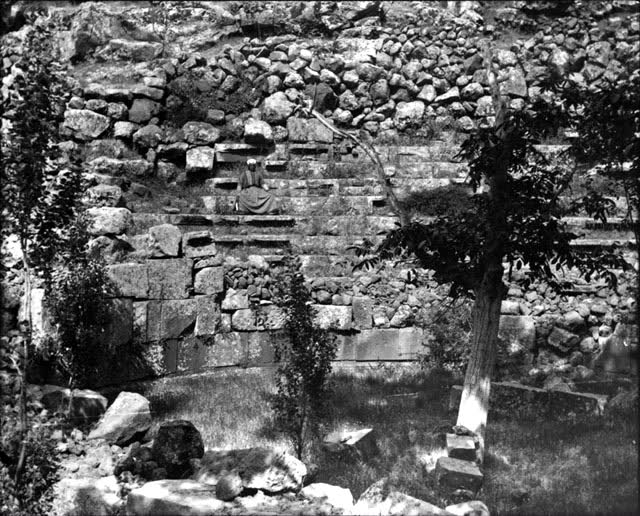
거트루드 벨 아카이브에서 발췌한 1900년 카나와트

1596년 카나와트는 오스만령 시리아의 조세 대장에 하우란 산자크 바니 나시야(Bani Nasiyya)의 나히야(하위 구역)의 일부로 나타났다. 당시 인구는 12가구의 무슬림과 5가구의 기독교인으로 구성되어 있었다. 주민들 중에는 정착한 베두인 집단도 있었다. 마을 주민들은 밀, 보리, 여름 작물, 염소 및 벌집을 포함한 다양한 농산물에 대해 20%의 고정 세금을 납부했다. 총 세금은 4,750 아크체였다. 카나와트는 17세기에서 18세기 사이에 버려졌다. 그러나 1820년대에 들어서 레바논산에서 온 드루즈 이주민들이 하우란 산맥에 재정착한 첫 마을 중 하나가 되었다. 당시에는 5~6가구의 드루즈 가족이 마을에 정착했다. 로마 시대의 유산을 가지고 있었기 때문에 카나와트는 이미 포장된 길, 빈 집, 수원 등을 갖추고 있었다. 그러나 인구는 1830년에서 1850년 사이에 점진적으로만 증가했다. 이 시기에 드루즈 종교 셰이크들의 거처가 되었지만, 1850년대에 이르러서야 카나와트는 저명한 셰이크 알아클(드루즈 종교 지도자)의 거처이자 지역 드루즈 정치의 중심지로 자리 잡았다. 1860년 레바논산 내전 이후 드루즈족의 추가 이주로 인해 카나와트는 큰 마을로 성장했다.
카나와트의 첫 셰이크 알아클은 이브라힘 알하자리(Ibrahim al-Hajari)로, 1830년대 후반 이집트 총독 이브라힘 파샤의 징집 명령에 대한 드루즈족의 저항을 동원하는 데 중요한 역할을 했다. 이브라힘은 1840년에 사망했고 그의 아들 후세인이 뒤를 이었다. 당시 카나와트는 하우란의 주요 드루즈 가문인 알함단의 통제 아래 있었다. 그러나 후세인의 지도 아래 하자리 가문은 마샤야카트 알아클(mashaykat al-aql)을 형성했으며, 이는 점차 하우란의 드루즈족이 인정하는 주요 종교 기관이 되었다. 알함단은 이를 통해 드루즈족 사이에서 영향력을 확대했지만, 1860년대에 알아트라시에게 카나와트를 빼앗겼다. 알아트라시 가문은 카나와트를 명목상으로만 통제했으며, 알하자리 가문은 마샤야카트 알아클을 통해 마을의 업무를 독립적으로 운영했다.

## 주요 명소
도시의 광범위한 고대 유적은 길이가 1500m, 폭이 750m에 달한다. 그중에는 로마 다리와 좌석이 9단이고 지름이 19m인 바위 깎은 로마 극장, 또한 님파이움, 수도교, 그리고 주랑 현관과 주랑이 있는 큰 프로스타일 신전이 있다. 마을 북서쪽에는 높은 기단 위에 세워지고 기둥으로 둘러싸인 2세기 말 또는 3세기 초의 주랑 신전이 있다. 수년 동안 이 신전은 헬리오스를 기리는 것으로 여겨졌으나, 2002년에 발견된 비문은 이 신전이 지역 신인 라보스(Rabbos)에게 봉헌되었음을 보여준다.
에스-세라이(Es-Serai, 또는 세라야(Seraya), "궁전")로 알려진 기념물은 서기 2세기경에 지어졌으며, 원래는 신전이었다가 4세기/5세기부터는 기독교 바실리카로 사용되었다. 길이는 22m이며, 외부 주랑 현관과 18개의 기둥이 있는 아트리움이 앞에 있었다.
독일 탐험가 헤르만 부르크하르트는 1895년에 이 마을을 방문하여 고대 유물의 사진을 찍었고, 이 사진들은 현재 베를린 민족학 박물관에 소장되어 있다.

## 갤러리

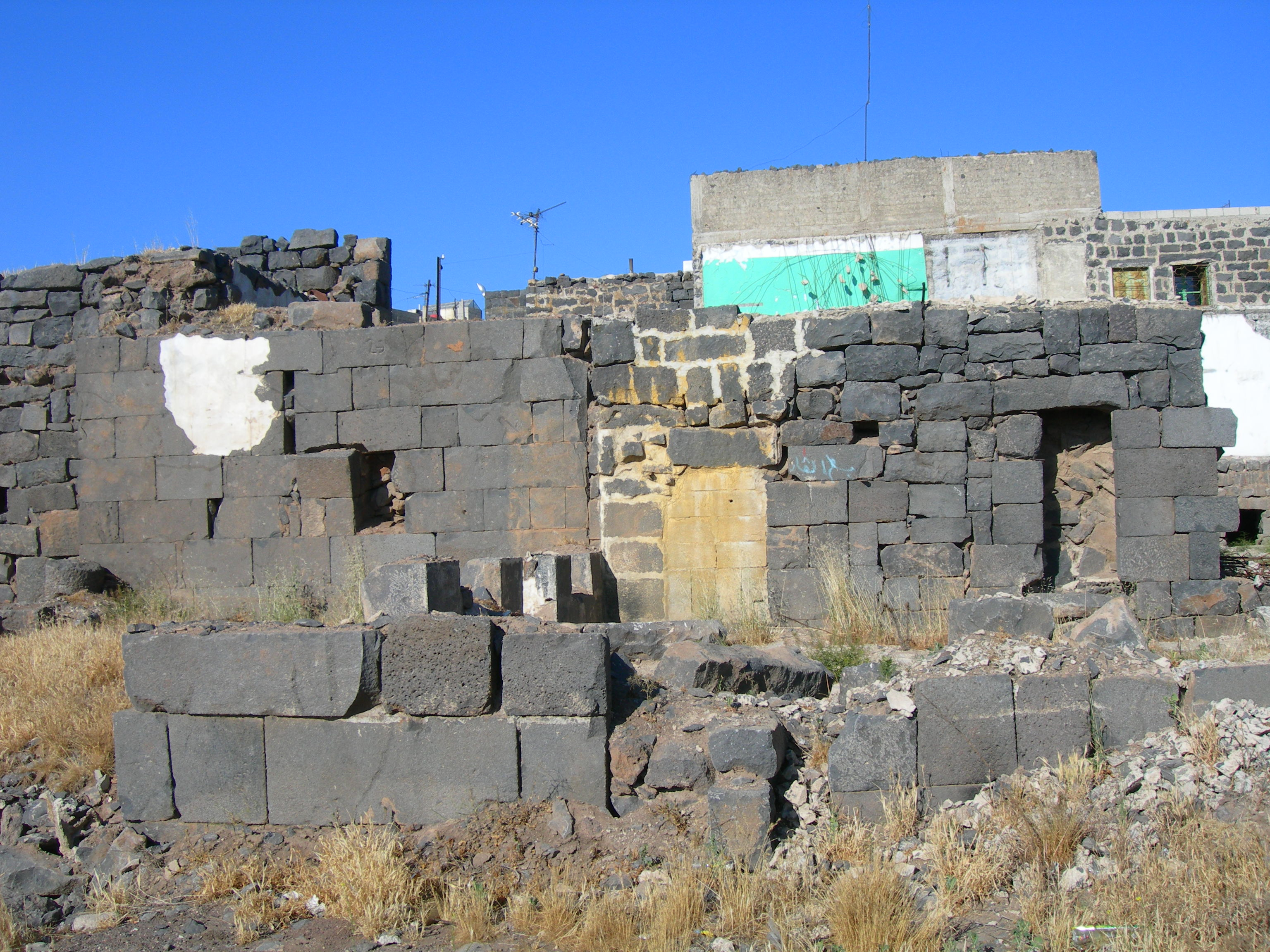
2008년 알 카나와트의 로마 건축물
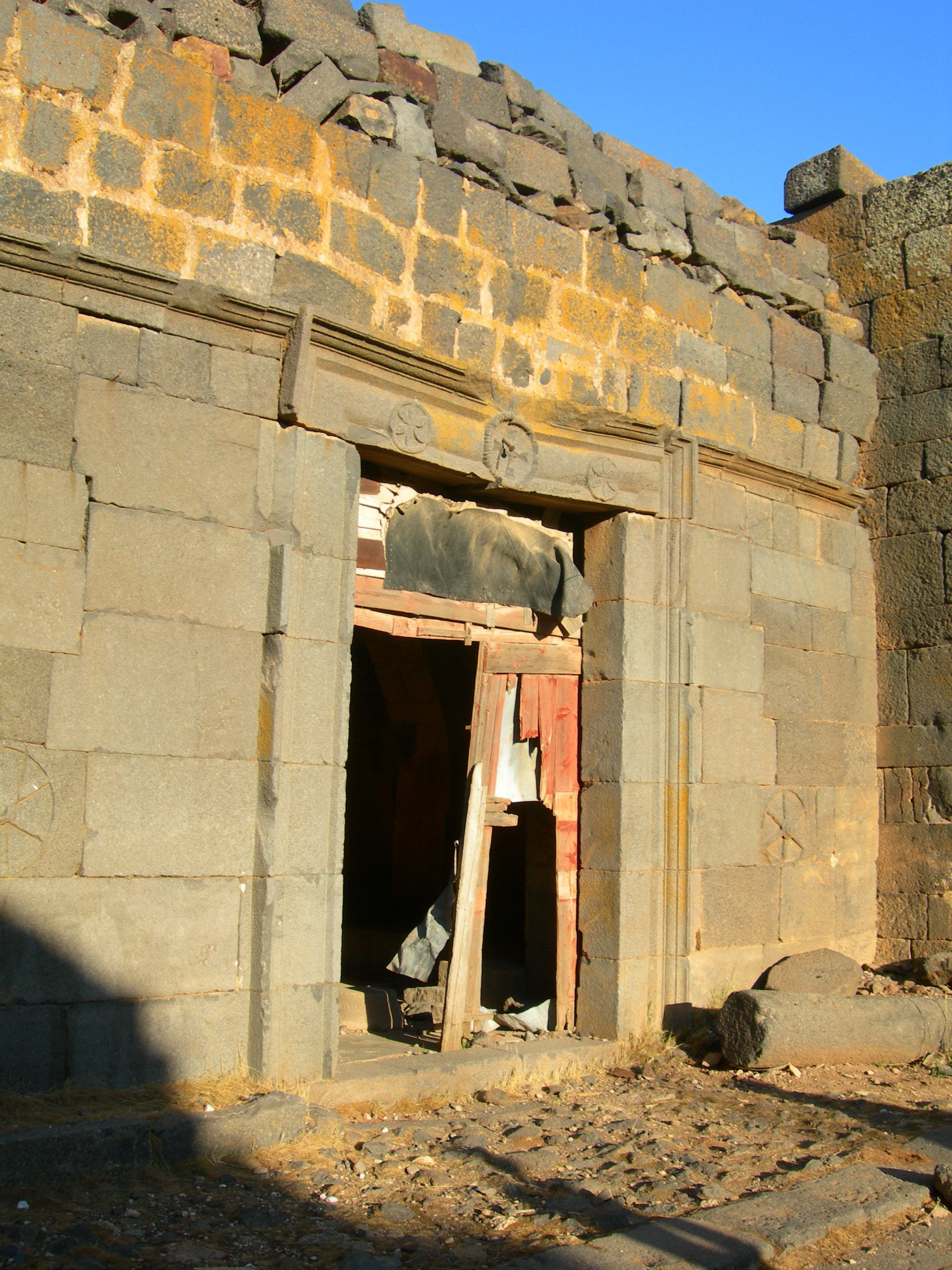
2008년 알 카나와트의 로마 건축물
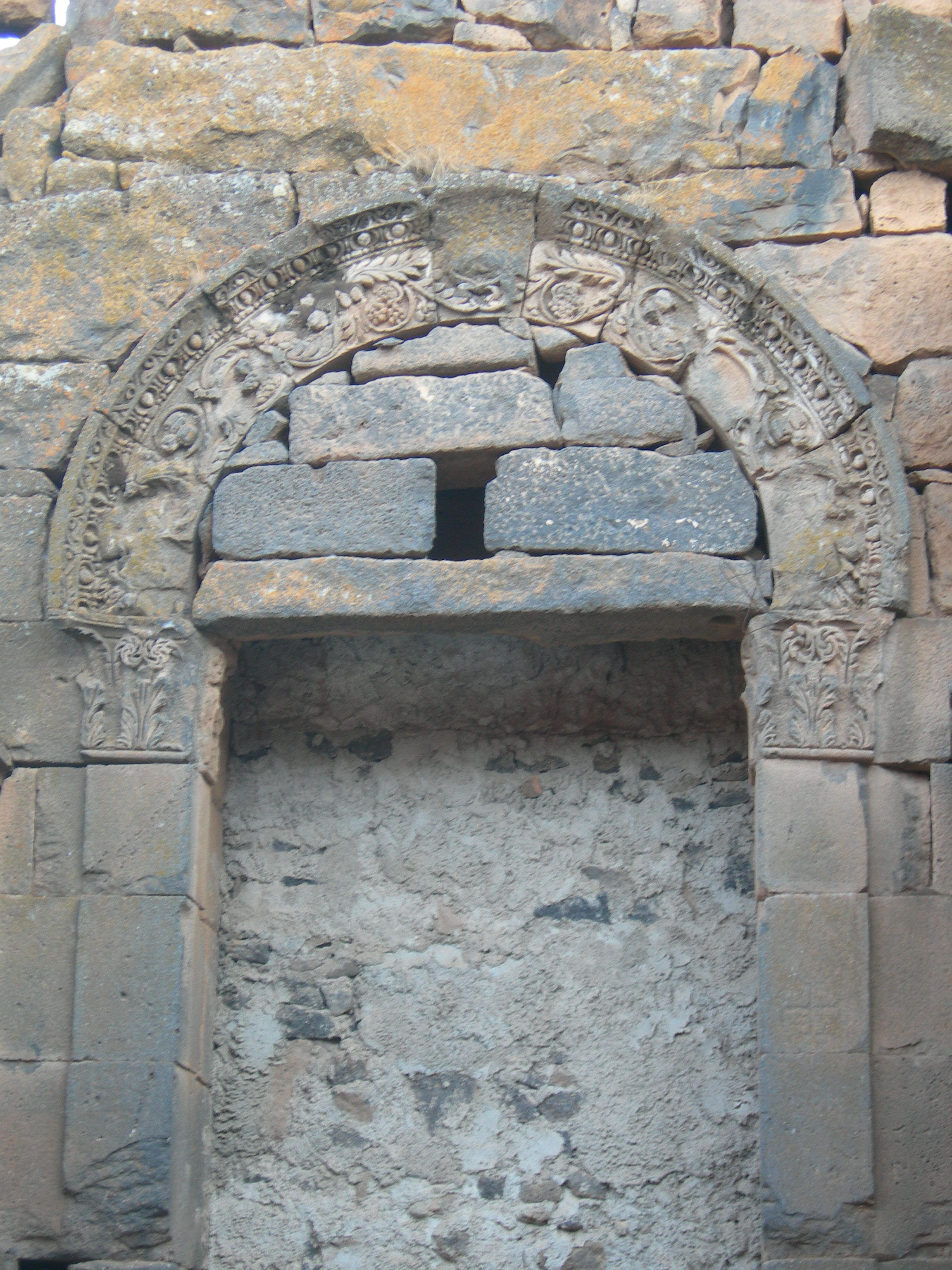
창문 부조
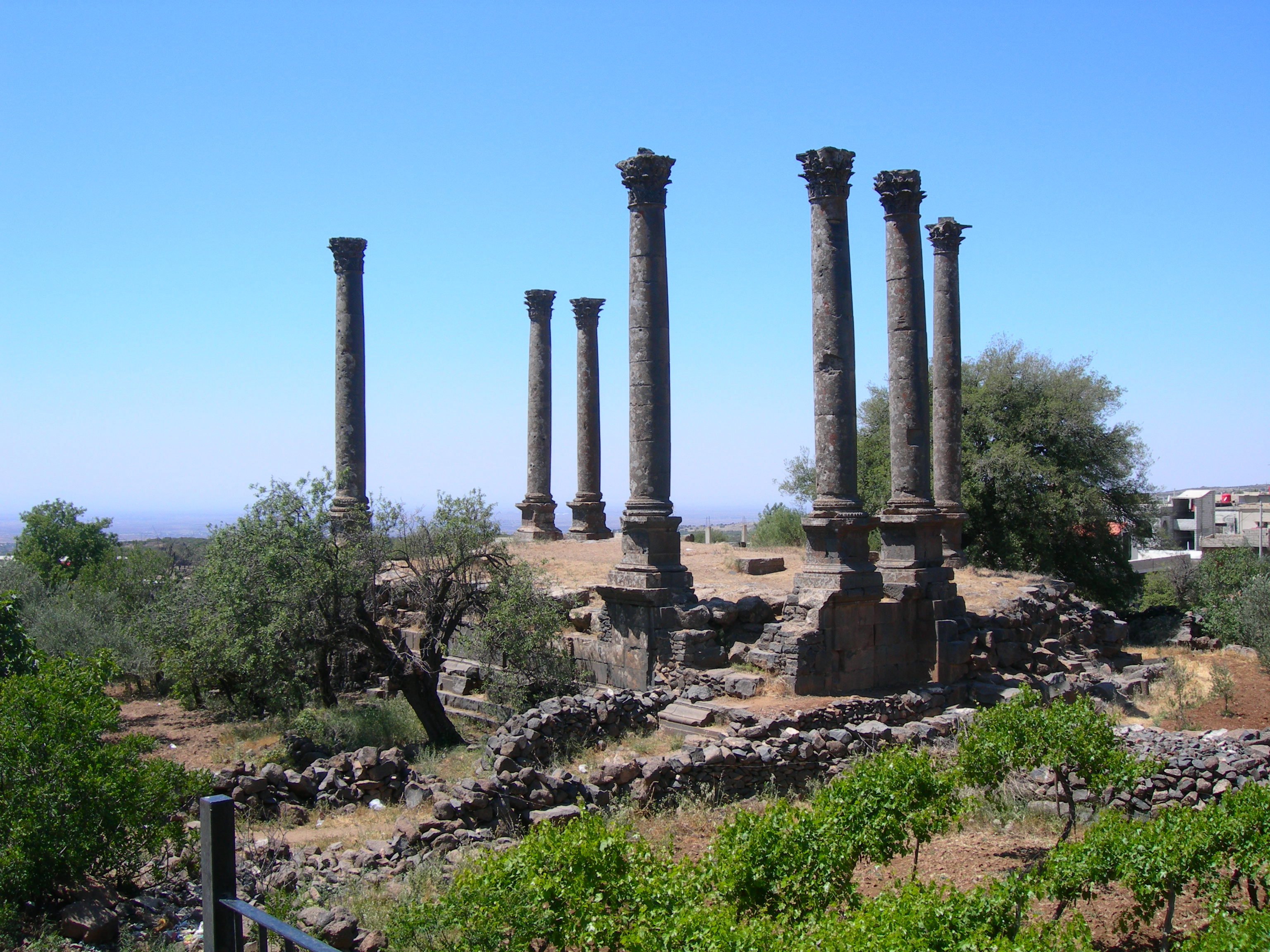
2008년 알 카나와트의 라보스 신전
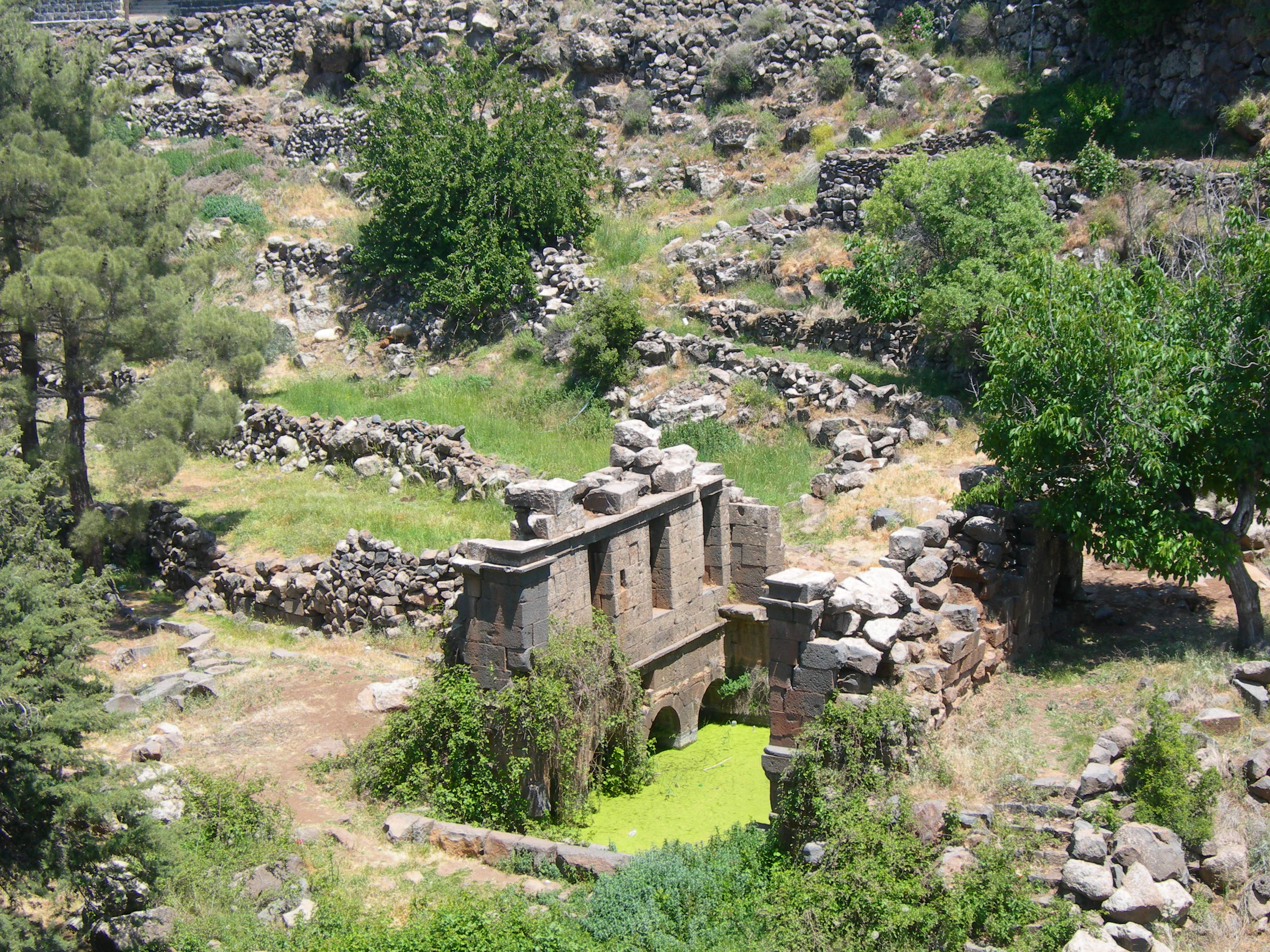
2008년 알 카나와트의 로마 님파이움
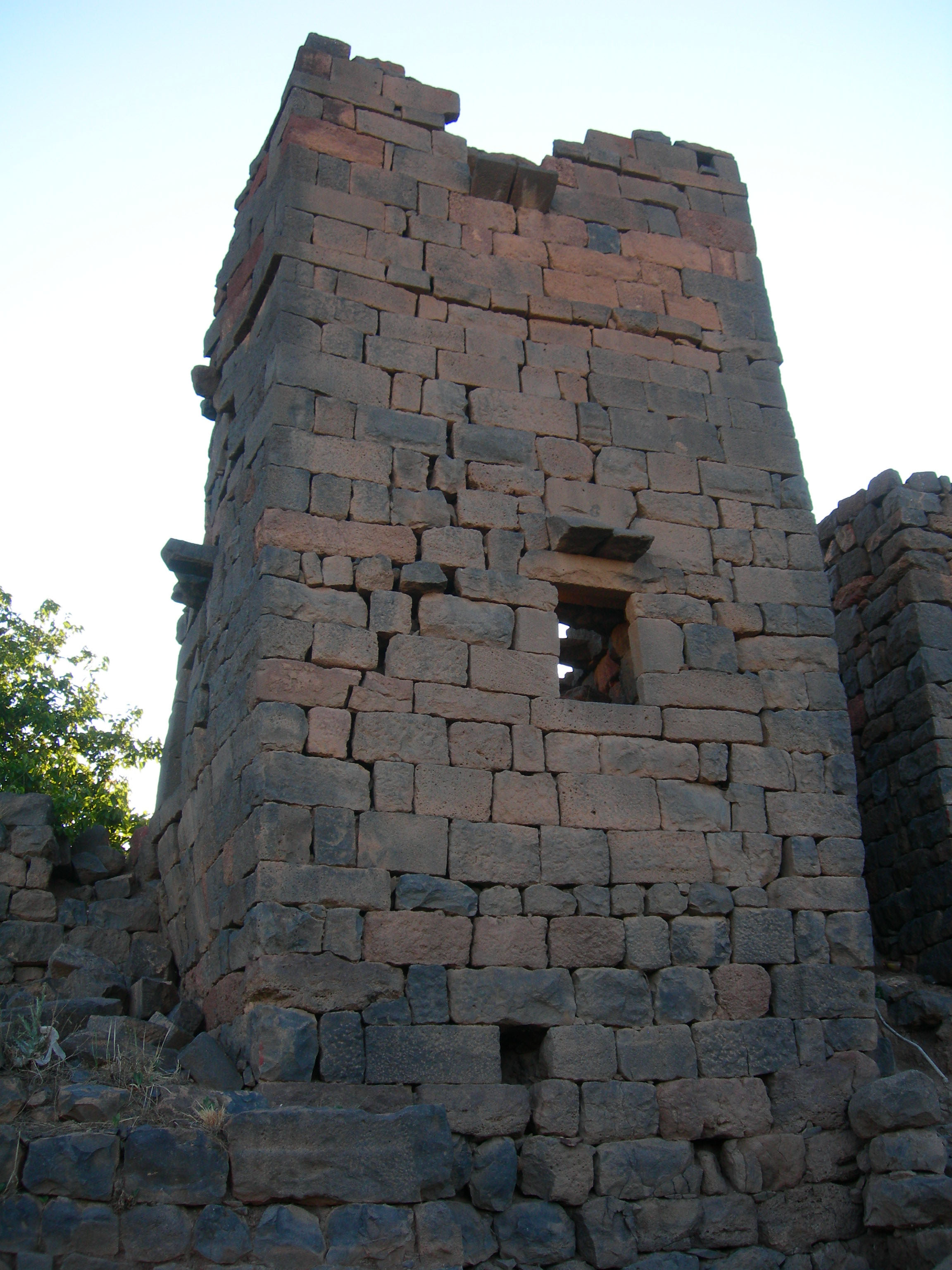
2008년 알 카나와트의 로마 탑

## 같이 보기
- 시리아의 드루즈족

## 참고 자료
- Betts, Robert Brenton (2010). 《The Druze》. Yale University Press. ISBN 978-0300048100.
- Burns, Ross (2009). 《The Monuments of Syria》. I. B. Tauris. ISBN 978-0857714893.
- Firro, Kais (1992). 《A History of the Druzes, Volume 1》. Brill. ISBN 9789004094376.
- Hütteroth, W.-D.; Abdulfattah, K. (1977). 《Historical Geography of Palestine, Transjordan and Southern Syria in the Late 16th Century》. Erlanger Geographische Arbeiten, Sonderband 5. Erlangen, Germany: Vorstand der Fränkischen Geographischen Gesellschaft. ISBN 3-920405-41-2.
- 프린스턴 고전 유적지 백과사전 - 카나타